# Fons Straetmans
Fons Straetmans (Pamel, 1 januari 1939 – Aalst, 7 december 2023) was in het Pajottenland een bekend fenomeen. Hij werd getalenteerd wielrenner maar moest in juni 1960, na een zware val, zijn wielercarrière stopzetten en werd haarkapper. Daarvan heeft hij zijn bijnaam 'Fong de Coiffeur' te danken. Toch bleef hij fietsacrobaat. Daarnaast was hij een rijmelaar en humorist. Hij had eigen praatshows en was te gast in verschillende televisieprogramma's. In 2015 werd hij nogmaals aangereden door een auto. Bij zijn 80e verjaardag gaf hij een conference in Gemeenschapscentrum Het Koetshuis in Strijtem.
Hij stierf op 84-jarige leeftijd op 7 december 2023.

## Fratsen
- bakken van een ei surplace bij André Van Duin
- haarknippen surplace in zijn eigen kapperszaak

## Praatshows
- De Afslagen van het Leven (2016)[2]
- 'Praatshow' (2018)[4]

## Televisieprogramma's
- Jan Van Rompaey maakte in 1965 een reportage voor het BRT-programma Echo.[5]
- In 1985 was hij te gast bij Walter Capiau in De Gong Show.[6]
- Te gast in een show met André van Duin die hem verwelkomde als een levende belgenmop.[5]
- Zondag Josdag met Jos Ghysen.[6]
- Afrit 9[6]
- Man bijt hond[7]
- Gerty Christoffels